# Sissa (Italië)
Sissa is een frazione en voormalig zelfstandig gemeente in de Italiaanse provincie Parma (regio Emilia-Romagna) en telt 4024 inwoners (31-12-2004). De oppervlakte bedraagt 42,9 km², de bevolkingsdichtheid is 94 inwoners per km².
De volgende frazioni maakten deel uit van de gemeente: Borghetta, Borgonovo, Casalfoschino, Coltaro, Gramignazzo, Palasone, San Nazzaro, Torricella. In 2014 fuseerde Sissa met Torricella tot de gemeente Sissa-Torricella.

## Demografie
Sissa telt ongeveer 1554 huishoudens. Het aantal inwoners steeg in de periode 1991-2001 met 4,9% volgens cijfers uit de tienjaarlijkse volkstellingen van ISTAT.
| Jaar | Inwoneraantal |
| ---- | ------------- |
| 1991 | 3760          |
| 2001 | 3946          |

## Geografie
Sissa grenst aan de volgende gemeenten: Colorno, Gussola (CR), Martignana di Po (CR), Roccabianca, San Secondo Parmense, Torricella del Pizzo (CR), Torrile, Trecasali.
Albareto · Bardi · Bedonia · Berceto · Bore · Borgo Val di Taro · Busseto · Calestano · Collecchio · Colorno · Compiano · Corniglio · Felino · Fidenza · Fontanellato · Fontevivo · Fornovo di Taro · Langhirano · Lesignano de' Bagni · Medesano · Mezzani · Monchio delle Corti · Montechiarugolo · Neviano degli Arduini · Noceto · Palanzano · Parma · Pellegrino Parmense · Polesine Parmense · Roccabianca · Sala Baganza · Salsomaggiore Terme · San Secondo Parmense · Sissa Trecasali · Solignano · Soragna · Sorbolo · Terenzo · Tizzano Val Parma · Tornolo · Torrile · Traversetolo · Valmozzola · Varano de' Melegari · Varsi · Zibello
1. ↑  Sissa Trecasali, via libero definitivo della Regione alla fusione in Gazzetta di Parma (18 juni 2014).